# Чардынин, Алексей Николаевич
Алексе́й Никола́евич Чарды́нин (29 мая 1940, Одесса, СССР — 15 мая 2007, Москва, Россия) — советский и российский кинооператор, актёр, лауреат Государственной премии СССР (1974).

## Биография
Родился в Одессе. Начал работать в кино с 1956 года. С 1957 года — на Одесской киностудии и Киностудии имени М. Горького. Будучи ассистентом оператора принимал участие в съёмках «Обыкновенное чудо» (1964), «Герой нашего времени» (1966) и других. Второй оператор на фильме «Журналист» (1967).
Окончил операторский факультет ВГИКа в 1966 году. Одним из преподавателей на курсе была М. М. Пилихина.
С 1982 года — на Киностудии имени М. Горького.
Член Союза кинематографистов СССР.
Скончался 15 мая 2007 года в Москве после продолжительной болезни.

### Семья
Был женат на Ларисе Лужиной (род. 1939), актрисе, брак оказался непродолжительным — с 1963 по 1967 год.

## Фильмография
- 1968 — День ангела (при участии А. Осипова)
- 1972 — Чудак из пятого «Б» (совместно с Г. Тутуновым)
- 1973 — Если это случится с тобой
- 1973 — Новогодний сюрприз (Фитиль № 137)
- 1974 — Иван да Марья
- 1976 — Поле перейти
- 1978 — Далёкий марш (короткометражный)
- 1979 — Приключения маленького папы
- 1981 — Не ставьте Лешему капканы…
- 1984 — Костёр в белой ночи
- 1986 — За явным преимуществом
- 1988 — После войны — мир
- 1991 — Заряжённые смертью (совместно с А. Ковальчуком)
- 1993 — Вопреки всему
- 1999 — Транзит для дьявола (в соавторстве)

## Награды
- Государственная премия СССР (1974) — за фильм «Чудак из пятого „Б“»[2][1].

## Комментарии
1. ↑  По другим сведениям год окончания института — 1964[2].